# Elwood (Utah)
Elwood is een stad in Box Elder County in de Amerikaanse staat Utah. Volgens de volkstelling van 2000 had de stad een totale bevolking van 678 mensen.

## Geografie
Elwood ligt op 41°40'27" NB en 112°8'29" WL.
Volgens het United States Census Bureau heeft de stad een totale oppervlakte van 19,9 km². 19,8 km² is land en 0,13% is water.
De ZIP code van Elwood is 84337.

## Plaatsen in de nabije omgeving
De onderstaande figuur toont nabijgelegen plaatsen in een straal van 8 km rond Elwood.